# Maria van Ponthieu
Maria van Ponthieu (17 april 1199 - september 1250) was van 1221 tot aan haar dood gravin van Ponthieu. Ze behoorde tot het huis Bellême.

## Levensloop
Maria was de dochter en erfgename van graaf Willem II van Ponthieu en Adelheid van Vexin, dochter van koning Lodewijk VII van Frankrijk.
Vermoedelijk onder invloed van koning Filips II van Frankrijk huwde ze in september 1208 met Simon van Dammartin (1180-1239), graaf van Aumale. Rond 1211 verraadden Simon en zijn broer Reinoud de Franse koning door een alliantie te sluiten met de Engelse koning Jan zonder Land. In 1214 vochten ze beiden aan de zijde van Engeland in de Slag bij Bouvines, waarbij de Fransen een verpletterende overwinning behaalden. Terwijl Reinoud in de gevangenis belandde, vluchtte Simon in ballingschap naar Engeland. Ook werden zijn gebieden geconfisqueerd.
In 1221 erfde Maria na het overlijden van haar vader het graafschap Ponthieu. Omdat haar echtgenoot Simon Ponthieu iure uxoris zou besturen werd ook dit graafschap geconfisqueerd door de Franse kroon. Nadat haar echtgenoot in 1223 tevergeefs het graafschap trachtte in te nemen, onderwierp hij zich aan koning Lodewijk VIII van Frankrijk. Vervolgens kregen Simon en Maria het graafschap Ponthieu terug. Ze zouden Ponthieu samen regeren tot aan zijn dood in 1239.
In 1240 hertrouwde ze met Matheus van Montmorency (overleden in 1250), heer van Atichy en zoon van heer Matheus II van Montmorency. Het huwelijk bleef kinderloos. Maria overleed in september 1250. Omdat ze geen mannelijke nakomelingen had, ging het graafschap Ponthieu naar haar oudste dochter Johanna.

## Nakomelingen
Maria en haar eerste echtgenoot Simon van Dammartin kregen vier dochters:
- Johanna (1220-1279), gravin van Aumale en Ponthieu, huwde in 1237 met koning Ferdinand III van Castilië en in 1260 met Jan van Nesle, heer van Falvy en La Hérelle;
- Mathilde (1220-1257), huwde met burggraaf Jan van Châtellerault;
- Philippa (overleden in 1280), huwde eerst met graaf Rudolf II van Eu, daarna met heer Rudolf II van Coucy en ten slotte in 1253 met graaf Otto II van Gelre;
- Maria (overleden na 1279), huwde met graaf Jan II van Roucy.

## Voorouders
| Voorouders van Maria van Ponthieu (1199-1251) | Voorouders van Maria van Ponthieu (1199-1251)                       | Voorouders van Maria van Ponthieu (1199-1251)                       | Voorouders van Maria van Ponthieu (1199-1251)                       | Voorouders van Maria van Ponthieu (1199-1251)                       | Voorouders van Maria van Ponthieu (1199-1251)                                   | Voorouders van Maria van Ponthieu (1199-1251)                                   | Voorouders van Maria van Ponthieu (1199-1251)                                      | Voorouders van Maria van Ponthieu (1199-1251)                                      |
| --------------------------------------------- | ------------------------------------------------------------------- | ------------------------------------------------------------------- | ------------------------------------------------------------------- | ------------------------------------------------------------------- | ------------------------------------------------------------------------------- | ------------------------------------------------------------------------------- | ---------------------------------------------------------------------------------- | ---------------------------------------------------------------------------------- |
| Overgrootouders                               | Gwijde II van Ponthieu (-1147) ∞ Ida (-)                            | Gwijde II van Ponthieu (-1147) ∞ Ida (-)                            | Anselm van Saint-Pol (-1165) ∞ Eustachia van Perche-Gouët (-)       | Anselm van Saint-Pol (-1165) ∞ Eustachia van Perche-Gouët (-)       | Lodewijk VI van Frankrijk (1081-1137) ∞ 1115 Adelheid van Maurienne (1092-1154) | Lodewijk VI van Frankrijk (1081-1137) ∞ 1115 Adelheid van Maurienne (1092-1154) | Alfons VII van León en Castilië (1105-1157) ∞ Berengaria van Barcelona (1116-1149) | Alfons VII van León en Castilië (1105-1157) ∞ Berengaria van Barcelona (1116-1149) |
| Grootouders                                   | Jan I van Ponthieu (1141-1191) ∞ Beatrix van Saint-Pol (-)          | Jan I van Ponthieu (1141-1191) ∞ Beatrix van Saint-Pol (-)          | Jan I van Ponthieu (1141-1191) ∞ Beatrix van Saint-Pol (-)          | Jan I van Ponthieu (1141-1191) ∞ Beatrix van Saint-Pol (-)          | Lodewijk VII van Frankrijk (1120-1180) ∞ Constance van Castilië (1140-1160)     | Lodewijk VII van Frankrijk (1120-1180) ∞ Constance van Castilië (1140-1160)     | Lodewijk VII van Frankrijk (1120-1180) ∞ Constance van Castilië (1140-1160)        | Lodewijk VII van Frankrijk (1120-1180) ∞ Constance van Castilië (1140-1160)        |
| Ouders                                        | Willem II van Ponthieu (1179-1221) ∞ Adelheid van Vexin (1160-1220) | Willem II van Ponthieu (1179-1221) ∞ Adelheid van Vexin (1160-1220) | Willem II van Ponthieu (1179-1221) ∞ Adelheid van Vexin (1160-1220) | Willem II van Ponthieu (1179-1221) ∞ Adelheid van Vexin (1160-1220) | Willem II van Ponthieu (1179-1221) ∞ Adelheid van Vexin (1160-1220)             | Willem II van Ponthieu (1179-1221) ∞ Adelheid van Vexin (1160-1220)             | Willem II van Ponthieu (1179-1221) ∞ Adelheid van Vexin (1160-1220)                | Willem II van Ponthieu (1179-1221) ∞ Adelheid van Vexin (1160-1220)                |